# التیر بیسیک
التیر بیسیک (به انگلیسی: Altair BASIC) یک مفسر زبان بیسیک بود که بر روی کامپیوترهای التیر ۸۸۰۰ و مدل‌های بعدی که از گذرگاه S-100 استفاده می‌کردند، قابل اجرا بود. التیر بیسیک، نخستین محصول شرکت مایکروسافت و آغازگر سری محصولات مایکروسافت بیسیک بود. این محصول توسط شرکت MITS که سازنده کامپیوترهای التیر ۸۸۰۰ بود توزیع می‌شد.